# L-Inħawi ta´ Pembroke
L-Inħawi ta´ Pembroke este o arie protejată (arie specială de conservare — SAC, sit de importanță comunitară — SCI) din Malta întinsă pe o suprafață de 96,8 ha, integral pe uscat.

## Localizare
Centrul sitului L-Inħawi ta´ Pembroke este situat la coordonatele 35°56′03″N 14°28′45″E / 35.9342°N 14.4792°E.

## Înființare
Situl L-Inħawi ta´ Pembroke a fost declarat sit de importanță comunitară în aprilie 2004.

## Biodiversitate
Situată în ecoregiunea mediteraneană, aria protejată conține 6 habitate naturale: Faleze cu vegetație de Limonium spp. endemic de pe coastele mediteraneene, Pășuni mediteraneene udate de apa mării (Juncetalia maritimi), Iazuri temporare mediteraneene, Phrygana din Mediterana de Vest de pe vârfurile falezelor (Astragalo-Plantaginetum subulatae), Sarcopoterium spinosum phryganas, Pseudostepă cu ierburi și specii anuale de Thero-Brachypodietea.
La baza desemnării sitului se află mai multe specii protejate de  plante (2): Elatine gussonei, Orobanche densiflora.